# Money in the Bank (2011)
Money in the Bank (2011) — второе по счёту рестлинг-шоу Money in the Bank производства американского промоушна WWE. Мероприятие прошло 17 июля 2011 года на «Олстейт-арена» в пригороде Чикаго Розмонте, Иллинойс, США.
Шоу транслировалось по всему миру и получило положительные отзывы критиков, причем наибольшей похвалы удостоилось главное событие. По системе PPV мероприятие посмотрели около 195 000 человек. Это заметное увеличение по сравнению с прошлым годом.

## Превью
СМ Панк одолел чемпиона WWE Джона Сину в нетитульном матче на выпуске RAW от 13 июня 2011 года (после вмешательства Р-Труза), а затем через неделю стал первым претендентом на главное чемпионство федерации, победив в трехстороннем поединке по правилам с удержаниями где угодно Альберто Дель Рио и Рея Мистерио. После этого матча Панк объявил, что его контракт с WWE истечет в полночь 17 июля, сразу после завершения Money in the Bank. Он пообещал выиграть титул чемпиона и покинуть компанию с ним. На следующем выпуске RAW вмешательство СМ Панка стоило Сине победы в матче со столами против Р-Труза, после чего Панк зачитал речь на грани сюжета, где обрушился на WWE с острой критикой. Назвавшись «лучшим в мире», он обвинил компанию в недостаточном продвижении его персоны. Панк назвал Сину «подхалимом» и оскорбил менеджмент рестлинг-федерации, включая Винса Макмэна и Джона Лауринайтиса. Кроме того, Филипп Брукс предположил, что после ухода он мог бы защищать чемпионство WWE в других федерациях рестлинга, упомянув Ring of Honor и New Japan Pro-Wrestling. В результате, СМ Панк получил сюжетное отстранение и был лишен права на титульный матч. Сина вступил в конфронтацию с Макмэном и пригрозил сдать титул, если Панк не будет восстановлен. Глава WWE был вынужден уступить, но при условии, что в случае поражения Джон будет уволен. На следующем эпизоде RAW Макмэн попытался подписать новый контракт с Панком, чтобы обезопасить чемпионство WWE. Винс нехотя принял требования СМ Панка и извинился перед ним. Вмешавшийся в сегмент Сина вступил в перепалку с претендентом, ударил его, после чего тот разорвал согласованный контракт.

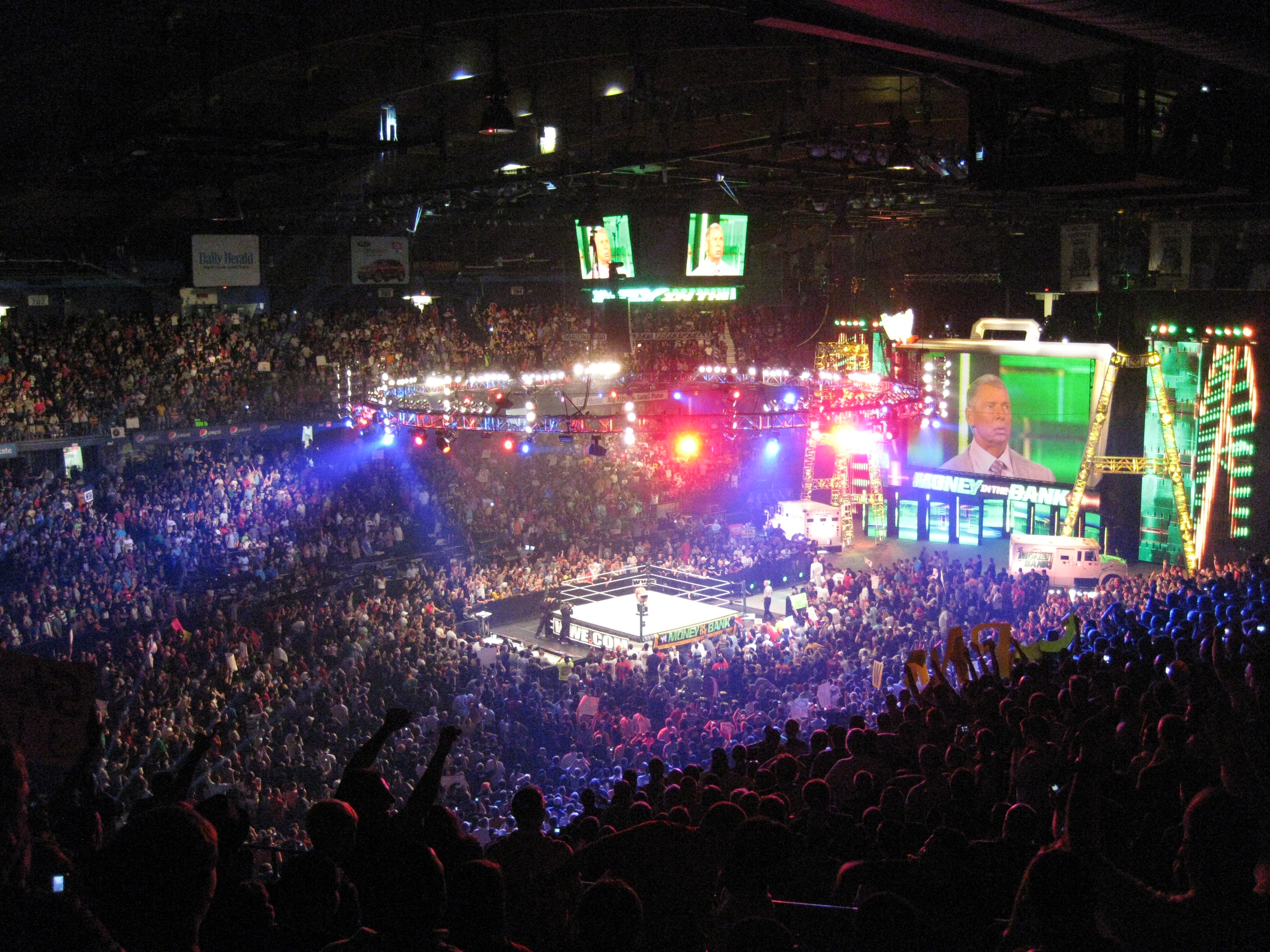
Олстейт-арена на Money in the Bank 2011

Чтобы сразиться с Рэнди Ортоном на WWE Money in the Bank, Кристиан должен был победить Кейна, но проиграл по дисквалификации. В тот же вечер Кристиан в команде с Марком Генри победил Рэнди Ортона и Кейна, тем самым обеспечив себе бой за титул Чемпиона мира в тяжёлом весе. На следующем выпуске SmackDown, когда Кристиан попросил Теодора Лонга подписать контракт, то генеральный менеджер ответил, что победу в матче на прошлом выпуске «синего бренда» принес Марк Генри и поэтому он больше заслуживает тайтл-шот. Лонг сказал, что если Генри выиграет сегодняшний матч против Ортона, то он будет драться с чемпионом на MITB. Генри проиграл по отсчету, так как заиграла музыка Биг Шоу, у которого были с ним разногласия. Шоу не вышел, а Генри получил РКО и остался вне ринга. Кристиан снова попросил Лонга подписать контракт, но он сказал, что Кристиан все ещё должен заслужить право на матч, победив Син Кару. Кристиан смог победить соперника и на этом же шоу должно было произойти подписание контракта, согласно которому Кристиан получает титул, если Ортона дисквалифицируют или рефери допустит ошибку (как это случилось на WWE Capitol Punishment).Во время подписания контракта на обоих рестлеров напал Шеймус, который был травмирован Ортоном месяц назад. Контракт был разорван Шеймусом. Тем не менее, бой между Ортоном и Кристианом состоится именно по правилам контракта.
Участники традиционного поединка «Money in the Bank» были объявлены на RAW от 27 июня. Ими стали Альберто дель Рио, Алекс Райли, Эван Борн, Джек Сваггер, Кофи Кингстон, Рей Мистерио, Р-Труз и Миз. Участники аналогичного матча на SmackDown были названы 1 июля. За чемодан Money in the Bank сражались Дэниел Брайан, Хит Слейтер, Коди Роудс, Джастин Гэбриел, Кейн, Шеймус, Син Кара и Уэйд Барретт.
Противостояние между Биг Шоу и Марком Генри началось 17 июня на SmackDown, когда первый был вынужден сойтись в поединке со вторым. Биг Шоу вырубил оппонента до стартового гонга, чем создал взаимную неприязнь. Генри вмешивался в матчи Гиганта против Альберто дель Рио на Capitol Punishment и на выпуске RAW от 27 июня в матч в клетке. Позднее матч между Генри и Шоу был анонсирован на PPV.

## Оценки
Шоу Money in the Bank получило положительные отзывы критиков. Дэйв Мельтцер из Wrestling Observer Newsletter присудил главному событию Сина-Панк пять звезд из пяти, что стало первым матчем WWE с 1997 года, получившим такую оценку. Главное событие получило награду WON в номинации «Матч года».

## Результаты
| №                                                        | Тип матча | Условия | Время |
| -------------------------------------------------------- | --- | --- | ----- |
| Эксклюзивно для посетителей шоу перед началом трансляции | | |       |
| *                                                        | Сантино Марелла и Владимир Козлов победили Дэвида Отунгу и Майкла Макгилликати                                     | Командный матч | —     |
| Основное шоу                                             | | |       |
| 1                                                        | Дэниел Брайан победил Син Кару, Уэйда Баррета, Кейна, Шеймуса, Коди Роудса, Хита Слэйтера и Джастина Гэбриела      | Матч по правилам «Money in the Bank» бренда SmackDown!                                                                                   | 24:33 |
| 2                                                        | Келли Келли (c) победила Бри Беллу                                                                                 | Одиночный матч за титул чемпионки Див | 04:48 |
| 3                                                        | Марк Генри победил Биг Шоу                                                                                         | Одиночный матч | 06:00 |
| 4                                                        | Альберто Дель Рио победил Рея Мистерио, Джека Суэггера, Миза, Алекса Райли, Эвана Борна, Кофи Кингстона и Ар-Труза | Матч по правилам «Money in the Bank» бренда RAW                                                                                          | 15:56 |
| 5                                                        | Кристиан победил Рэнди Ортона (с) по дисквалификации                                                               | Одиночный матч за титул чемпиона мира в тяжелом весе В случае дисквалификации Ортона или плохого судейства Кристиан становится чемпионом | 12:22 |
| 6                                                        | Си Эм Панк победил Джона Сину (c)                                                                                  | Одиночный матч за титул чемпиона WWE Если Сина проигрывает, то его уволят                                                                | 33:45 |
| (c) — чемпион на момент поединка                         | | |       |